# Crest (prefecte del pretori)
Crest (en llatí Chrestus) va ser un dels prefectes del pretori sota Alexandre Sever que el va nomenar en ser proclamat emperador, juntament amb Flavià (Flavianus) l'any 222.
Era un militar i un administrador força hàbil igual que Flavià, però llavors l'emperador a petició de Júlia Mamea va nomenar Ulpià nominalment com a col·lega però a la pràctica com a cap, i els dos pretorians van començar a conspirar. Descoberts, Flavià i Crest van ser executats i Ulpià esdevingué prefecte únic, aproximadament l'any 227.